# Kahoot
Kahoot (stilisiert: Kahoot!) ist eine spielebasierte Lernplattform, die von der gleichnamigen Firma betrieben wird. Sie wurde im August 2013 in Norwegen gestartet und im Jahr 2017 von 49 Millionen Menschen weltweit genutzt.

## Nutzen
Kahoot wird von Lehrern benutzt, um den Unterrichtsstoff mit den Schülern zu wiederholen oder zu vertiefen. Es schafft einen spielerischen Wettbewerb unter den Mitspielern.
Die Nutzung von Kahoot ist kostenlos, es gibt jedoch seit 2019 eine kostenpflichtige Premium-Version, in welcher der Funktionsumfang erweitert wurde. Lediglich der Moderator (Lehrer) muss sich auf der Seite registrieren. Der Moderator erhält bei jeder Spieldurchführung eine Zugangs-PIN, die er seinen Mitspielern zur Verfügung stellen muss.
Es können mit relativ geringem Aufwand eigene Spiele erstellt werden. Diese Spiele können privat oder öffentlich in der Cloud gespeichert werden.

## Spielprinzip
Das Spiel basiert auf Zusammenarbeit mehrerer Geräte, die über das Internet verbunden sind und zusammen ein Spiel bilden.
Die Displayansicht des Moderators (Lehrers) muss für alle Mitspieler sichtbar präsentiert werden. Sie zeigt die Frage und die möglichen Antworten, je nach Vorgabe zwei, drei oder vier farblich markierte Felder mit geometrischen Symbolen. Von diesen Antworten können eine oder mehrere Antworten richtig sein. Die Ansicht des Moderators zeigt auch die verbleibende Zeit, in der eine Antwort abgegeben werden kann. Diese Antwortzeit kann bei der Erstellung der Fragen variabel festgelegt werden.
Die Displayansichten der Mitspieler zeigen vier Felder mit den Farben und Symbolen der vorgegebenen Antworten. Um eine Antwort auszuwählen, wird die entsprechende Farbe angeklickt.
Für eine richtige Antwort erhält jeder Mitspieler je nach benötigter Antwortzeit bis zu 1.000 Punkte. Im Falle einer Serie richtiger Antworten erhöht sich diese Punktzahl. Zwischen jeder Frage wird auf dem führenden Gerät eine Rangliste der fünf Spieler mit den meisten Punkten angezeigt.

## Musik
Das Spiel hat insgesamt 34 Soundtracks, von denen viele Remixe sind. An bestimmten Tagen im Jahr wird die Musik in der Lobby verändert.

## Sonstiges
Kahoot ist 300 Millionen US-Dollar wert (Stand Oktober 2018).
Es gibt einen Modus namens Blind Kahoot. In diesem Spielmodus sehen die Benutzer die Fragen nicht, sondern es werden Fragen von der Person gestellt, die das Spiel leitet.
Kahoot-Server sind für jedermann zugänglich, so dass Kahoot-Server leicht gehackt werden können, um Ergebnisse zu manipulieren. Es gibt mehrere Websites, die sich darauf spezialisiert haben.